# Karolina Petrossian
 Karolina Petrossian  (* 8. Mai 1979 in Baku) ist eine deutsche Schauspielerin.

## Leben
Karolina Petrossian wuchs mit einer armenischen Mutter und einem deutschen Vater multikulturell und bilingual auf. Sie spricht muttersprachlich Deutsch und Russisch. Sie studierte Tanz, Gesang und Schauspiel an der Stage School Hamburg. Seither spielt, trainiert und coacht sie.

## Film & Fernsehen
Als Schauspielerin spielt Petrossian in Kino- und Fernsehfilmproduktionen. Unter anderem stand sie im Jahr 2011 für die Krimiserie Polizeiruf 110 in Rostock und 2010 für die deutsche Kinoproduktion Wunschkind in Berlin vor der Kamera.  

## Bühne &  Musik
Als Sängerin steht Karolina Petrossian immer wieder auf der Bühne. 2007 für das Stück Lachen in der Rolle August, realisiert von dem Erfolgsproduzenten und Komponisten Ralph Siegel. Im gleichen Jahr  eröffnete sie für Meat Loaf die Three Bats Tour vor 15.000 Menschen im Hamburger Stadtpark.
Seit 2010 steht sie regelmäßig als Sängerin der Band Rotfront auf der Bühne und tourt mit ihnen quer durch Europa.

## Filmografie
- 2006: Berlin Connected
- 2006: Nur einmal leben
- 2007: Mein Freund der Keks und Ich
- 2007: Cosmo
- 2007: Lucky
- 2007: Swingers
- 2008: Auf der anderen Seite
- 2009: Der Bubi
- 2010: Wunschkind
- 2010: Polizeiruf 110 – Einer trage des anderen Last
- 2012: Die Pfefferkörner – Das Spinnennetz